# روش ورق ویلهلمی
ورق ویلهلمی، صفحه نازکی است که برای اندازه‌گیری سطح تعادل یا کشش سطحی در یک فصل مشترک هوا-مایع یا مایع-مایع استفاده می‌شود. در این روش، صفحه عمود بر سطح مشترک است و نیروی وارد شده بر روی آن اندازه‌گیری می‌شود. بر اساس کار لودویگ ویلهلمی، این روش در تهیه و نظارت بر فیلم‌های لانگمویر کاربرد گسترده‌ای پیدا کرده‌است.

تصویرگری از روش صفحه ویلهلمی. مقدار نیروی مویرگی صفحه متناسب با محیط خیس شده، و کشش سطحی است رابط مایع و هوا.

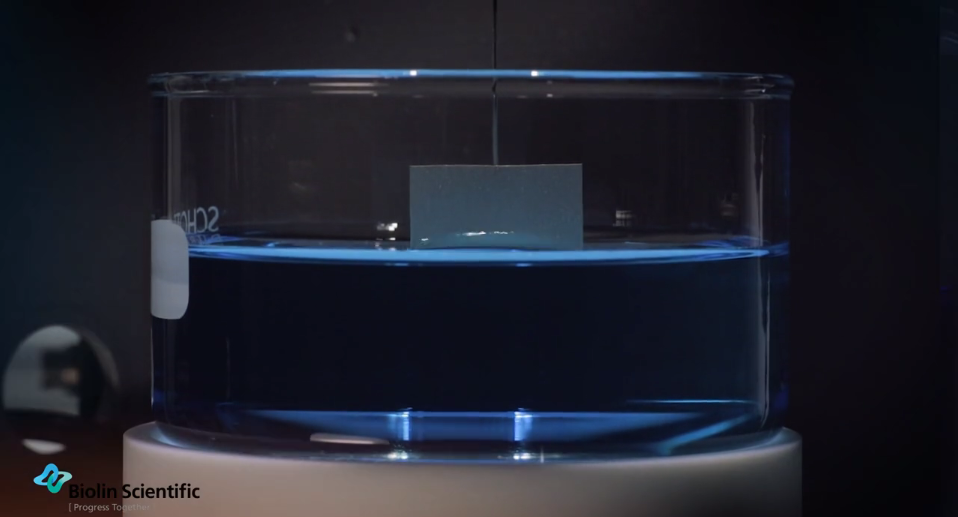
صفحه ویلهلمی پلاتین اندازه گیری کشش سطحی.

## توصیف دقیق
ورق ویلهلمی از یک صفحه نازک تشکیل شده‌است که معمولاً به مساحت چند سانتی‌متر مربع ساخته شده‌است. صفحه اغلب از کاغذ صافی، شیشه یا پلاتین ساخته می‌شود که ممکن است برای اطمینان از خیس شدن کامل، زبر شود. در حقیقت، نتایج آزمایش به ماده مورد استفاده بستگی ندارد، تا زمانی که ماده توسط مایع خیس شود. صفحه کاملاً تمیز شده و با اتصال به یک سیم فلزی نازک به تعادل می‌رسد. نیروی وارد شده به صفحه در اثر خیس شدن با استفاده از کشش سنج یا میکرو تعادل اندازه‌گیری می‌شود و برای محاسبه کشش سطحی ({\displaystyle {\displaystyle \gamma }})از معادله ویلهلمی استفاده می‌شود:
{\displaystyle {\displaystyle \gamma ={\frac {F}{l\cos(\theta )}}}}
که {\displaystyle {\displaystyle l}} محیط مرطوب است ({\displaystyle {\displaystyle 2w+2d}})، عرض صفحه w است، ضخامت صفحه {\displaystyle {\displaystyle d}} است و {\displaystyle {\displaystyle \theta }} زاویه تماس بین فاز مایع و صفحه است. در عمل زاویه تماس به ندرت اندازه‌گیری می‌شود، در عوض از مقادیر کتپ چاپی استفاده می‌شود، یا تتا خیس شدن کامل ({\displaystyle {\displaystyle \theta =0}}) فرض می‌شود.

## مزایا
اگر خیس شدن کامل فرض شود (زاویه تماس = ۰)، بر خلاف روش du Noüy ring، برای محاسبه تنش‌های سطح هنگام استفاده از ورق ویلهلمی نیازی به فاکتورهای اصلاحی نیست. بعلاوه، چون صفحه در حین اندازه‌گیری‌ها جابجا نمی‌شود، ورق ویلهلمی امکان تعیین دقیق سینتیک سطح را در طیف وسیعی از مقیاس‌های زمانی فراهم می‌کند و واریانس اپراتور پایینی را نشان می‌دهد. در یک آزمایش معمولی، صفحه تا تشکیل سطح محدب و مقعر پایین می‌رود و مورد تجزیه و تحلیل قرار می‌گیرد و سپس به گونه ای بالا می‌رود که لبه پایین صفحه روی سطح هموار و غیر آشفته قرار بگیرد. در صورت اندازه‌گیری فصل مشترک پوشیده شده، فاز دوم (با تراکم کمتر) سپس در بالای فاز اصلی (متراکم) غیر آشفته به گونه ای اضافه می‌شود که سطح محدب و مقعر را بهم نزند. سپس می‌توان از نیروی موجود در تعادل برای تعیین سطح مطلق یا کشش سطحی استفاده کرد. به دلیل مساحت زیاد صفحه خیس شده، اندازه‌گیری نسبت به هنگام استفاده از یک پروب کوچکتر حساس به خطاهای اندازه‌گیری نیست. همچنین، این روش در چندین استاندارد اندازه‌گیری بین‌المللی شرح داده شده‌است.